# TI-59

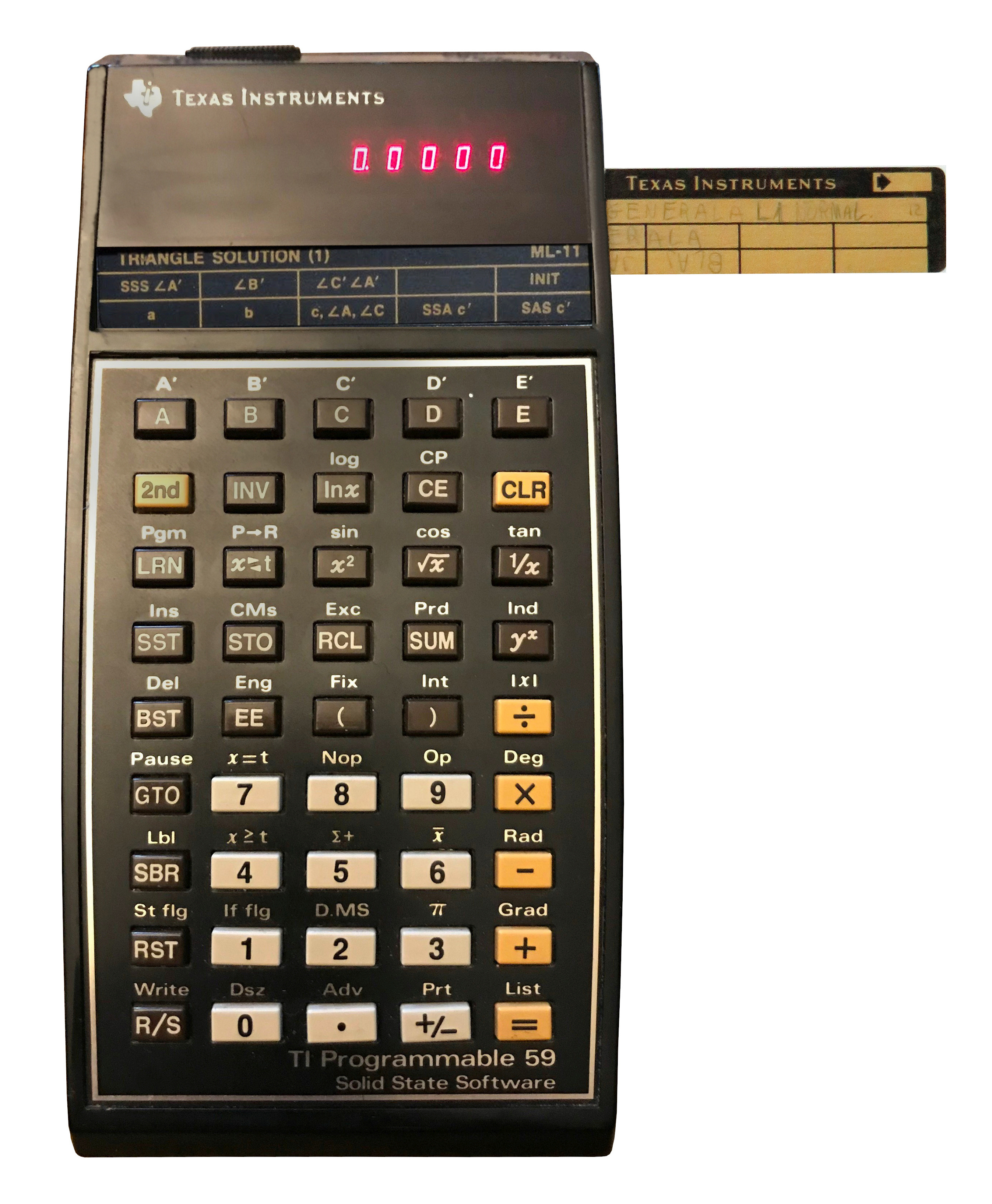
Una calcolatrice TI-59 che mostra una scheda di memoria magnetica inserita nel lettore di schede sul lato

La TI-59 è una delle prime calcolatrici programmabili tascabili, prodotta dalla Texas Instruments a partire dal 1977. Il modello TI-59 è il successore del TI SR-52, quadruplica il numero di "passaggi di programma" di archiviazione e aggiunge "moduli di programma ROM" (un chip ROM inseribile, in grado di contenere 5000 passaggi di programma). Proprio come il modello SR-52, è dotato di un lettore di cartoline magnetiche per l'archiviazione esterna. Un quarto della memoria è memorizzato su ciascun lato di una scheda.
La TI-58 (maggio 1977) e la successiva TI-58C (1979) sono versioni ridotte della TI-59, prive del lettore di schede magnetiche e con metà della memoria, ma per il resto identiche. Sebbene la TI-58C utilizzi un chip diverso dal TI-58, i dati tecnici rimangono identici. La "C" nel nome di un modello TI (o Hewlett-Packard) indica che la calcolatrice è dotata di una memoria costante che consente la conservazione di programmi e dati quando è spenta.
Queste calcolatrici utilizzano un sistema di calcolo infisso tra parentesi chiamato "Sistema operativo algebrico" (AOS), dove, rispetto al sistema RPN postfisso utilizzato da altre calcolatrici scientifiche (come HP), l'operatore inserisce i calcoli così come sono scritti sulla carta, utilizzando fino a nove livelli di parentesi.
La calcolatrice può essere alimentata da un adattatore esterno o da una batteria interna ricaricabile al NiCd (anche se la batteria deve rimanere presente quando si utilizza l'adattatore CA esterno per evitare danni ai circuiti della calcolatrice).

## Display
Il display era di tipo LED a sette segmenti di colore rosso e mostra 10 cifre decimali di precisione.

## Programmazione
Programmare problemi semplici con la TI-59 o la TI-58 è un processo molto semplice. In modalità programmazione, la TI-59 registra semplicemente la pressione dei tasti. I tasti alfabetici consentono di accedere facilmente a un massimo di dieci punti di accesso. È anche possibile attivare uno qualsiasi dei programmi presenti nel modulo di memoria preprogrammato ed eseguirne uno come qualsiasi programma scritto dall'utente. Anche i programmi scritti dall'utente possono utilizzare i programmi nel modulo come subroutine. I programmi del modulo vengono eseguiti direttamente dalla ROM, lasciando così libera la memoria della calcolatrice per l'utente.
Tuttavia, sfruttare appieno le capacità di calcolo della TI-59 è tutt'altro che semplice. Sebbene la TI-59 sia Turing-completa,  e supportando programmazione lineare, condizioni, cicli e accesso indiretto ai registri di memoria, la calcolatrice offre un output alfanumerico molto limitato, disponibile solo tramite stampante. Scrivere routine complesse richiede quindi un approccio simile alla programmazione in linguaggio macchina, con una pianificazione accurata e l’uso di un coding pad per organizzare il codice.
All'interno della comunità della TI-59 e della TI-58 era diffusa una forte cultura della condivisione. Alcuni programmi, come il gioco Darth Vader's Force Battle, venivano distribuiti sotto forma di listati da copiare a mano

### Esempio di programmazione
Ecco un programma di esempio che calcola il fattoriale di un numero intero da 2 a 69. Per 5! , se si preme "5 A", il risultato è 120. A differenza della SR-52, la TI-58 e la TI-59 non hanno la funzione fattoriale integrata, ma la supportano tramite il modulo software fornito con la calcolatrice.
```
Op-code        Commento

LBL A          
Il programma verrà richiamato con il tasto A

STO 01         
memorizza il valore nel registro 1

1              
inizia con 1

LBL B          Etichetta  per il loop

*              
moltiplicare

RCL 01         
di n

DSZ 1 B        
decrementa n e torna a B finché n=0

=              
fine del ciclo, la macchina ha
 
                 
calcolato 1*n*(n-1)*...
 
2*1=n!

INV SBR        
fine procedura
```

## Memoria
Rispetto alla sua principale concorrente dell’epoca, la Hewlett-Packard HP-67, la TI-59 disponeva di circa il doppio della memoria (circa 1 Kbyte). La suddivisione tra passi di programma e registri di memoria è regolabile in incrementi di 80 passi di programma ogni 10 registri di memoria . È possibile configurare fino a un massimo di 960 passi di programma (con zero registri di memoria) oppure fino a 100 registri di memoria (con 160 passi di programma). La TI-59 è stata la prima calcolatrice tascabile programmabile in cui il produttore forniva un sistema per la condivisione della memoria tra registri dati e archiviazione programmi. La memoria era solo circa il doppio rispetto a quella della SR-52, ma molto più flessibile, il che permetteva di raggiungere un numero di passi di programma quattro volte superiore. Il contenuto di questa memoria viene perso quando la calcolatrice viene spenta.
La TI-58 ha metà della memoria della TI-59 e supporta fino a 480 passaggi di programma o 60 memorie. Era in concorrenza con la HP-34C.
Le calcolatrici TI-58 e TI-59 hanno istruzioni di lunghezza variabile. Alcune pressioni di tasti vengono unite in un'unica fase di programmazione, in modo che le istruzioni da una a undici pressioni di tasti vengano memorizzate in una o sei fasi di programmazione. La HP-67 memorizza sempre un'istruzione in una fase di programmazione, il che è efficiente per alcune istruzioni utilizzate di frequente ma limita anche il numero di istruzioni possibili.

## Lettore di carte magnetiche
La TI-59 può memorizzare programmi e dati su piccole cartoline magnetiche, per poi ricaricarle rapidamente quando necessario (vedi video a fianco). Questo sistema di memorizzazione rappresentava una soluzione innovativa per l’epoca, permettendo agli utenti di salvare e ripristinare i propri lavori senza doverli reinserire manualmente.
Il caricamento avviene attraverso un lettore di schede magnetiche integrato, dotato di un motore elettronico che trascina automaticamente la tessera all'interno della calcolatrice. È sufficiente inserire la scheda in uno dei due versi possibili (lato A o lato B) e il lettore provvede a leggere la traccia magnetica in pochi secondi, caricando nella memoria della calcolatrice il programma o i dati registrati.
Nel video viene anche mostrato il duplice utilizzo della tessera magnetica come menu di documentazione del programma. Le note possono essere stampate o scritte a mano dal programmatore sul lato superiore della tessera magnetica. La scheda, una volta letta dalla calcolatrice, può essere inserita, come mostrato, in uno slot tra la parte superiore della tastiera e il display, fornendo così una notazione che indica sia il nome del programma attualmente caricato sia la funzione dei cinque pulsanti etichettati A-E e le loro funzioni secondarie A'-E' all'interno del programma caricato.
La TI-58 non è dotata di lettore di carte magnetiche.

## Libreria software a stato solido

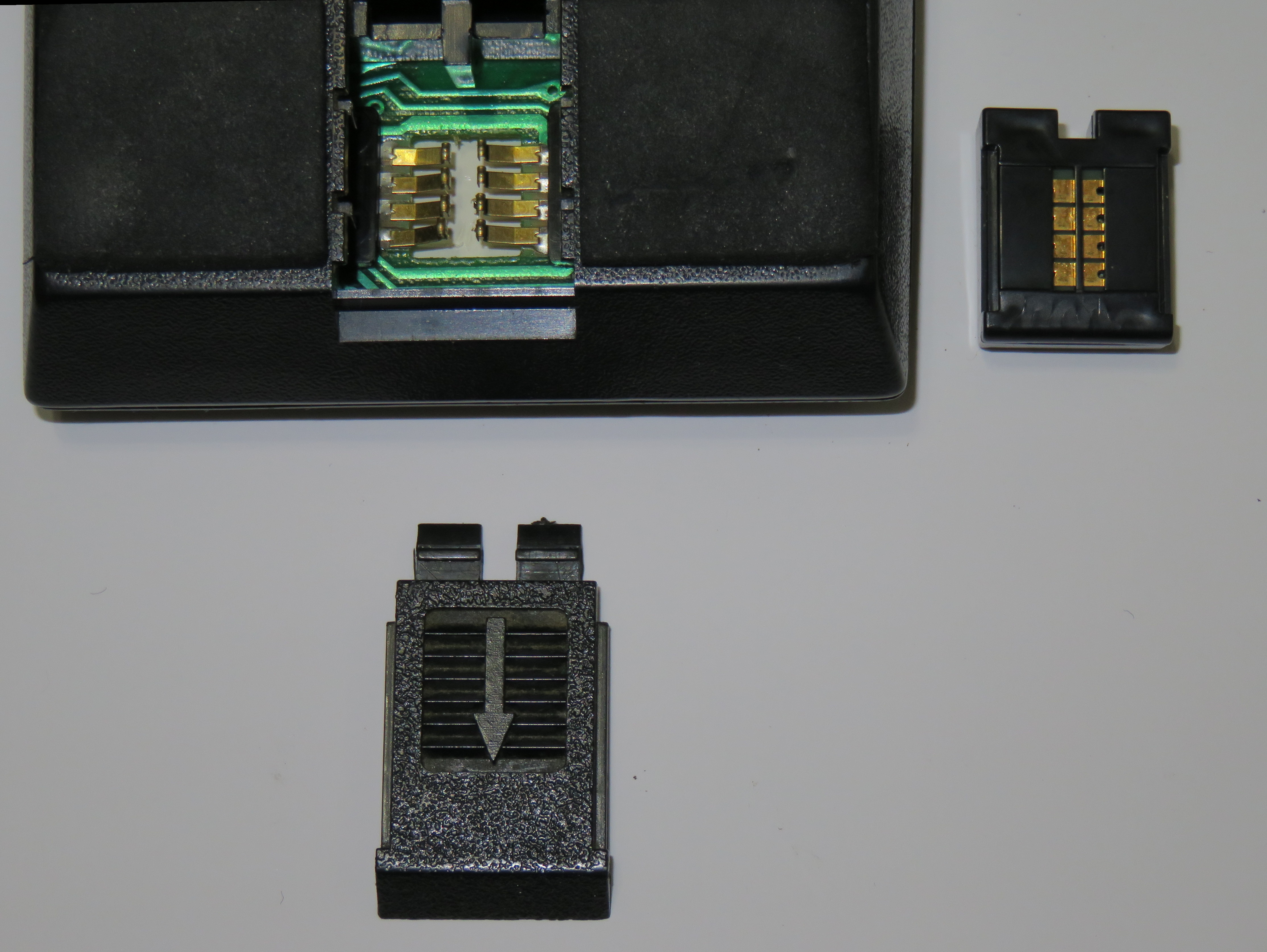
Nella foto, il modulo Master Library è stato rimosso dal suo alloggiamento sul retro della calcolatrice.

La TI-59 e la TI-58 furono le prime calcolatrici portatili a utilizzare moduli di programma ROM rimovibili.
La ROM Master Library Module era inclusa con la TI-59 e la TI-58 e contiene numerose routine preprogrammate utili e persino un gioco. Moduli aggiuntivi, per applicazioni quali immobiliare, investimenti, statistica, topografia e aviazione, venivano venduti separatamente. I programmi nei moduli facevano largo uso di tasti definiti dall'utente.
Per rendere più semplice l'utilizzo dei programmi, è possibile inserire nello slot tra il display e la tastiera delle tessere di plastica delle stesse dimensioni delle tessere magnetiche, ma con la sola stampa dei tasti definiti dall'utente, per etichettare i tasti definiti dall'utente.

## Stampante

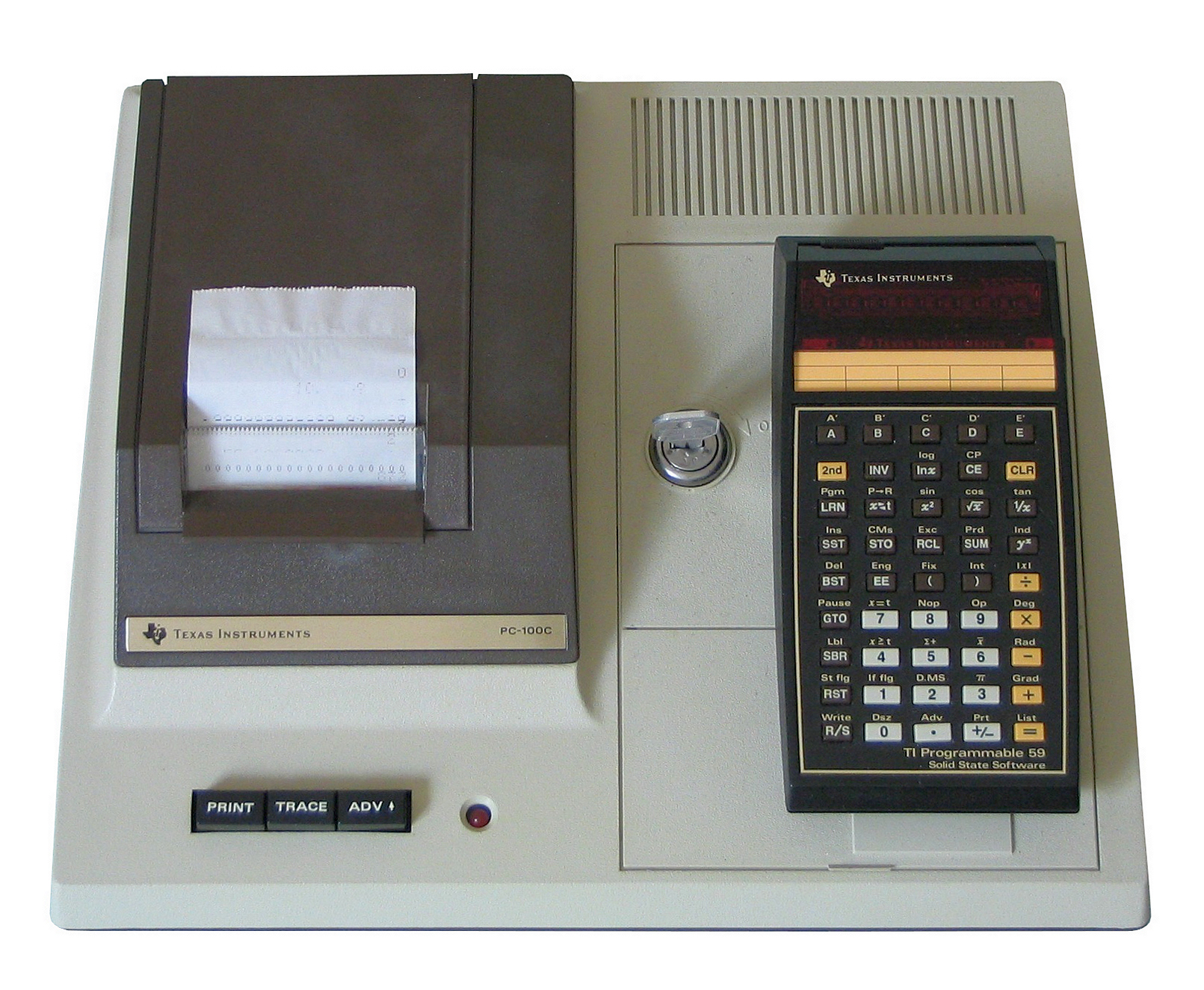
La TI-59 montata su una stampante termica PC-100A

Per la TI-59 e la TI-58 era disponibile anche una stampante termica (modelli PC-100A, B e C); la calcolatrice veniva montata sulla parte superiore della stampante e bloccata in posizione con una chiave.
La calcolatrice può essere programmata per richiedere input all'utente e inviare i risultati dei calcoli alla stampante. È possibile generare testo alfanumerico (64 caratteri in totale, inclusi spazi, numeri da 0 a 9, lettere dall'A alla Z e 25 simboli di punteggiatura e matematici) oltre a numeri. È prevista una capacità limitata di tracciare grafici. La stampante è utile anche per lo sviluppo dei programmi perché può produrre una copia cartacea del programma della calcolatrice, inclusi i codici mnemonici alfanumerici invece dei soli codici numerici normalmente visibili sul display, oltre a un dump dei registri dati, una traccia dell'esecuzione del programma e altre informazioni sul programma.
Nel primo modello PC-100A, un interruttore all'interno del vano caricabatteria consentiva l'uso con le precedenti calcolatrici SR-52 e SR-56, nonché con la serie TI-58/59. Inoltre, funziona anche con le macchine TI non programmabili dell'epoca, come la SR-50A.